# Pallavolo ai Giochi della solidarietà islamica 2005
Il torneo maschile di pallavolo ai Giochi della solidarietà islamica 2005 si è disputato durante la I edizione dei Giochi della solidarietà islamica, che si è svolta a La Mecca nel 2005.

## Podi
| Evento                        | Oro  | Argento | Bronzo  |
| Pallavolo maschile (dettagli) | Iran | Egitto  | Algeria |